# Oblivion Dust
Oblivion Dust, ou OD, est un groupe de rock japonais.

## Présentation
Le groupe prend forme en 1995, quand le batteur Taka Motomura et le bassiste écossais Derek Forbes (ex-Simple Minds) décident de créer un nouveau groupe après la séparation de leur précédent, Addict of the Trip Minds. Ils recrutent le guitariste K.A.Z (Kazuhito Iwaike) en fin d'année, puis le chanteur britanno-nippon Ken (en) (Kentaro Lloyd) début 1996. Dans l'année, Forbes est remplacé par Matt Garrett, et le groupe prend son nom définitif pour signer sur le label Cutting Edge d'Avex Group. Il sort ses premiers disques en 1997, et Garrett quitte le groupe en cours d'année, remplacé par Rikiji (en) (Rikiji Masuda) début 1998. Cette année-là, Taka Motomura part à son tour, remplacé par Furuton (Sôta Ôfuruton), et un guitariste de soutien, May (Masaru Yoshida), rejoint le groupe en renfort. Le groupe connait alors le succès au Japon, mais Rikiji le quitte fin 2000, pour reformer son ancien groupe Mega8Ball. Il est remplacé par un bassiste de soutien, Ju-ken (en), alors que le guitariste May est officiellement intégré. Mais le groupe annonce sa séparation quelques mois plus tard, et donne ses derniers concerts en septembre 2001, après avoir sorti quatre albums, onze singles et une compilation.
Ken forme ensuite le groupe Fake? (en), tandis que K.A.Z forme en 2002 le duo Spin Aqua avec Anna Tsuchiya, avant de devenir en 2003 le guitariste du chanteur Hyde.
Ken, K.A.Z et Rikiji reforment Oblivion Dust en 2007, entourés de musiciens de soutien, et recommencent à sortir des disques à partir de l'année suivante. En 2008, K.A.Z forme en parallèle le groupe VAMPS avec Hyde. En 2012, après un changement de label, il invite Anna Tsuchiya à chanter sur le titre Sail Away de l'album 9 Gates for Bipolar de OD ; les deux artistes se retrouvent également plus tard dans l'année au sein du groupe temporaire Halloween Junky Orchestra.

## Membres
Membres officiels
- Ken (en) (Kentaro Lloyd) : chant (1996–2001, 2007–présent)
- K.A.Z (Kazuhito Iwaike) : guitare (1995–2001, 2007–présent)
- Rikiji (en) (Rikiji Masuda) : basse (1998–2000, 2007–présent)

Musiciens de support
- Yuji : guitare (2011–présent ; guitariste du groupe Mega8Ballof de Rikiji)
- Arimatsu : batterie (2011–présent ; entre autres batteur de Vamps et d'Anna Tsuchiya)

Anciens membres officiels
- Derek Forbes : basse (1995–1996)
- Matt Garrett – basse (1997)
- Taka Motomura – batterie (1995–1998)
- Furuton (Sôta Ôfuruton) – batterie (1998–2001)
- May (Masaru Yoshida) – guitare (2001 ; musicien de support en 1998–2000)

Anciens musiciens de support
- Koozie "Jer Koozie" Johns : basse (1996)
- Josh Lazie : basse (1997)
- Ju-ken (en) : basse (2001)
- Masuo : batterie (2007–2008)
- Pablo : guitare (2007–2011)

## Discographie

### Albums
Albums studio
1. Looking for Elvis (1997)
2. Misery Days (1998)
3. Reborn (1999)
4. Butterfly Head (2000)
5. Oblivion Dust (2008)
6. 9 Gates for Bipolar (2012)

Mini albums
1. Dirt (2016)
2. Shadows (2022)

Compilations
1. Radio Songs ~ Best of Oblivion Dust (2001)

Coffret
1. Single Collection (2001 ; coffret de 11 single CD + 1 CD live)

Participations
1. Tribute Spirits (1999 ; titre 12, Genkai Haretsu)
2. Mission : Impossible II Soundtrack (2000 ; titre 18, S.O.S)

### Singles
1. Sucker (1997)
2. Numb (1997)
3. Falling (1997)
4. Therapy (1998)
5. Trust (1998)
6. Blurred (1999)
7. You (1999)
8. Goodbye (1999)
9. Crazy (1999)
10. Forever (2000)
11. Designer Fetus (2000)
12. Girl in Mono/Bed of Roses (2008)

Singles digitaux
1. Haze (2007)
2. When You Say (2008)
3. Never Ending (2008)
4. Tune (2011)

### Vidéos
1. Overdose (1999, VHS, live)
2. Overdose (2000, DVD, live)
3. Oblivion Dust - The Video (2000, VHS, clips video)
4. Oblivion Dust - The DVD (2001, DVD, clips video)
5. Thank You & Good Bye - Last two nights (2001)